# Azadée Nichapour
Azadée Nichapour, née à Nichapur, est une poétesse française d’origine iranienne. Elle vit à Paris depuis son enfance.
- Le Conte des oiseaux, Paris, Ed.Desclée de Brouwer, 2001.
- Nuage étranger, Paris, Ed. Dumerchez, 2004.
- Pour l’amour d'une langue, Paris, Ed. Le Bord de L'eau, 2007[2].  aperçu
- Parfois la beauté, Paris, Ed. Seghers/Robert Laffont, 2008[1],[3].

- Prix de poésie Charles Vildrac 2008 de la Société des Gens de Lettres
- Le Point sublime (sous le pseudonyme : Roxane Bellini), Paris, Ed. Alain Baudry , 2012.
- Chaos Etoile, Lyon, Ed. La rumeur Libre, 2022  -  Prix Verlaine